# Крекінг-установка у Пенгеранзі
Крекінг-установка у Пенгеранзі — складова частина потужного нафтопереробного та нафтохімічного майданчика, який споруджується на півдні Малайського півострова.
У другій половині 2010-х років у Пенгеранзі ведеться будівництво різноманітних виробництв проекту Refinery and Petrochemical Integrated Development, який належить місцевій енергетичній компанії Petronas та саудійській Saudi Aramco. Остання при цьому повинна буде постачати не менше ніж половину сировини для роботи нафтопереробного заводу потужністю 300 тисяч барелів на добу. Один з вироблених ним продуктів — газовий бензин — стане основною сировиною для включеної до складу комплексу установки парового крекінгу, яка при роботі в проектному режимі споживатиме 2,35 млн тонн цього продукту. Іншою первинною сировиною для піролізу слугуватимуть гази нафтопереробки (0,3 млн тонн), зріджений нафтовий газ (пропан-бутанова фракція, 0,2 млн тонн), пропан та фракція С6 після вилучення ароматичних вуглеводнів (по 0,1 млн тонн), при цьому всі вони так само надходитимуть з різних технологічних установок НПЗ. Нарешті, піролізу підлягатимуть залишки продукованих самою установкою фракцій С4 (Raffinate 3 — суміш, що залишилась після вилучення бутадієну, ізобутилену та 1-бутену) і С5 (після вилучення ізопрену).
Установка парового крекінгу забезпечуватиме виробництво 1,3 млн тонн етилену та 0,6 млн тонн пропілену. Ще 0,6 млн тонн останнього продукту отримуватимуть під час переробки нафти. В подальшому етилен спрямовуватиметься на полімеризацію в поліетилен високого тиску та лінійний поліетилен низького тиску (400 та 350 тисяч тонн на рік відповідно), а також на завод етиленгліколю потужністю 740 тисяч тонн на рік. Пропілен споживатиме виробництво поліпропілену (900 тисяч тонн) та завод фенолу і бісфенолу-А.
Із фракції С4 вилучатимуть бутадієн (185 тисяч тонн на рік), а отримана після цього багата на ізобутилен суміш raffinate-1 використовуватиметься для виробництва метилтретинного бутилового етеру (МТВЕ, високооктанова присадка до пального). Відома по роботі з фракцією С4 німецька компанія Evonik (володіє установками фракціонування у Антверпені та Марлі) організує в Пенгеранзі виробництво 100 тисяч тонн 1-бутену (використовується як ко-полімер). Вона ж продукуватиме тут 220 тисяч тонн ізононанолу (пластифікатор) та 250 тисяч тонн пероксиду водню. Останній застосовуватимуть для окислення пропілену в епоксипропан.
Надлишки етилену, пропілену та бутадієну експортуватимуться через належний до комплексу глибоководний термінал.
Станом на першу половину 2018 року готовність комплексу перевищила 80 %, а його запуск в експлуатацію запланований на 2019 рік.